# 16
16 (XVI, na numeração romana) foi um ano bissexto do século I, do Calendário Juliano, da Era de Cristo, teve início a uma quarta-feira e terminou a uma quinta-feira, as suas letras dominicais foram E e D.
| Ano completo                           |
| -------------------------------------- |
| Ano bissexto com início à quarta-feira |

## Eventos
- Dá-se uma reorganização dos territórios provinciais do Império Romano. Fundação da divisão administrativa dos conventos.

## Nascimentos
- 16 de Setembro - Júlia Drusila, irmã do imperador romano Calígula (m. 38).